# Thuis (single van Marco Borsato)
Thuis is een nummer van de Nederlandse zanger Marco Borsato uit 2017. Het is de eerste single van zijn gelijknamige tiende studioalbum.
"Thuis" gaat over het goede gevoel thuis te zijn. Tegenover het turbulente artiestenleven van Borsato stond altijd de geborgenheid en rust van het thuisfront, in de breedste zin van het woord. "Thuis is een begrip waarbij iedereen zijn eigen associaties heeft. Het is een state of mind, maar ‘thuis’ is ook met vertrouwde vrienden samen zijn. Of een plek waar je je lekker voelt en je jezelf kan zijn," aldus Borsato. In de Nederlandse hitparades kwam het nummer niet hoger dan nr. 27 in de Nederlandse Top 40, nr. 21 in de Mega Top 50 en nr. 66 in de Single Top 100. In Vlaanderen bleef het steken op nr. 11 in de tiplijst van de Ultratop 50.